# SCSI

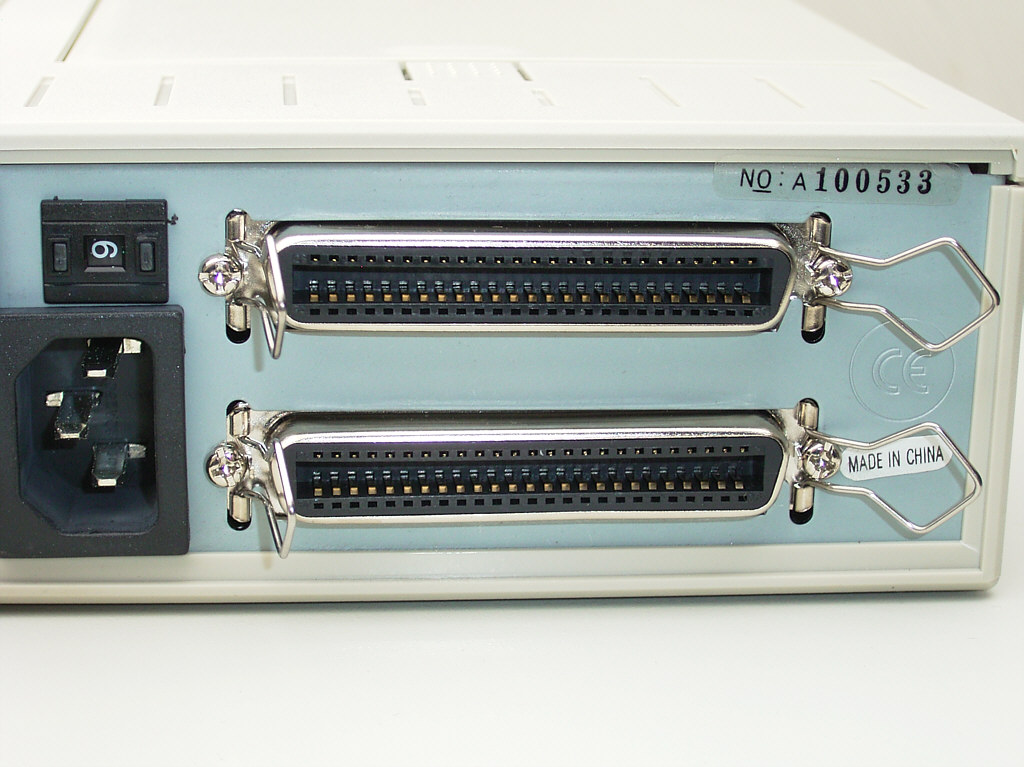
Dos conectors SCSI estàndard.

L'estàndard SCSI inclou un conjunt de normes per a connectar físicament i transferir dades entre ordinadors i perifèrics. Les normes SCSI defineixen ordres, protocols i interfícies elèctriques i òptiques. SCSI s'utilitza normalment per a discs durs i unitats de cinta, però pot connectar una àmplia gamma d'altres aparells, incloent-hi escàners i lectors de CD.

## Origen del nom
Després de dedicar un dia sencer a discutir el nom, es va arribar a l'acord que fos el nom actual, que Larry Boucher pretenia que es pronunciés  "sexi" . No obstant això, Dal Allan d'ENDL va pronunciar el nou acrònim com a  "scuzzy" , i s'ha perpetuat.
La part small de SCSI és històrica; des de mitjans dels 90, SCSI ha estat disponible fins i tot en els més grans sistemes informàtics.

## Història
Des de la seva normalització el 1986, la interfície SCSI ha estat d'ús comú en el Commodore Amiga i les línies de servidors i ordinadors personals Apple Macintosh i Sun Microsystems.
Apple va començar a utilitzar  Integrated Drive Electronics  (IDE) per a les seves màquines de gamma baixa amb el Macintosh Quadra 630 en 1994, i el va incloure en els de gamma alta amb el Power Macintosh G3 en 1997. Apple va abandonar del tot la inclusió d'SCSI (en favor  IDE i FireWire) amb el G3 blau i blanc en 1999.
Sun ha passat la seva gamma baixa a Serial ATA (SATA). SCSI mai ha estat popular en la gamma baixa d'IBM PC compatibles, a causa del menor preu i bon rendiment dels discos ATA. Els discs durs SCSI i fins i tot els sistemes RAID SCSI són comuns en les estacions de treball PC dedicades a la producció de vídeo i/o àudio, però l'aparició de discs SATA de gran capacitat i baix cost el van desplaçar d'aquest nínxol de mercat.

## Característiques

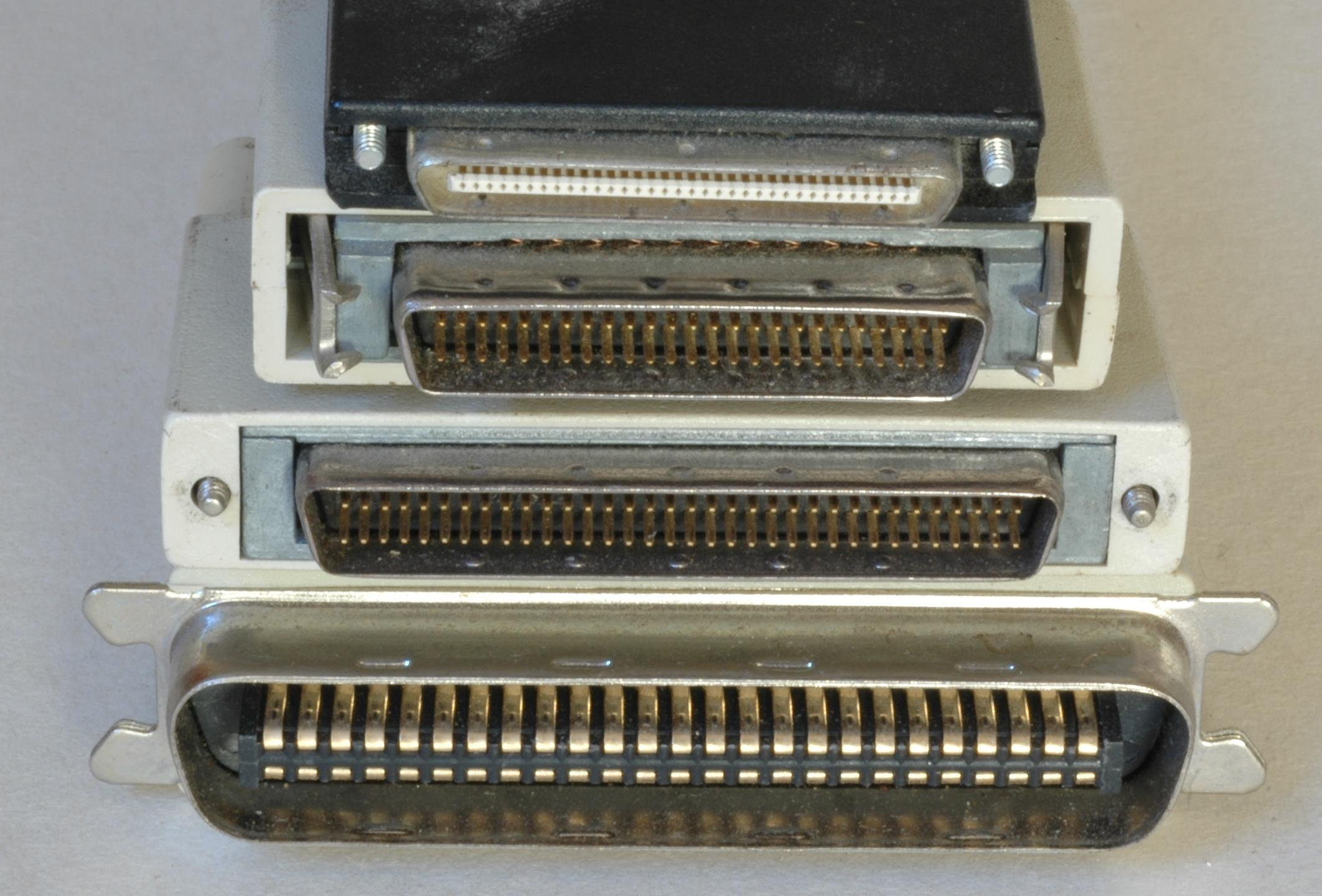
Diversos connectors SCSI

L'estandàrd SCSI defineix conjunts d'ordres per a tipus de perifèrics específics; la presència de «desconegut» com un d'aquests tipus vol dir que en teoria es pugui utilitzar com a interfície a gairebé qualsevol aparell, però la norma és altament pragmàtica i direccionada a requisits comercials.
- SCSI és una interfície intel·ligent: amaga la complexitat del format físic. Tots els aparells es connecten al bus SCSI de forma similar.

- SCSI és una interfície de perifèrics: fins a 8 o 16 dispositius poden ser connectats a un únic bus. Hi pot haver qualsevol nombre de hosts i perifèrics però hi hauria d'haver com a mínim un host.
- SCSI és una interfície de buffer: utilitza signals del protocol handshake (salutació inicial) entre aparells. SCSI-1 i SCSI-2 tenen l'opció de verificació d'error de paritat. Començant amb SCSI-U160 (part de SCSI-3) totes les ordres i dades són verificats per un checksum CRC32.

## Tipus de SCSI

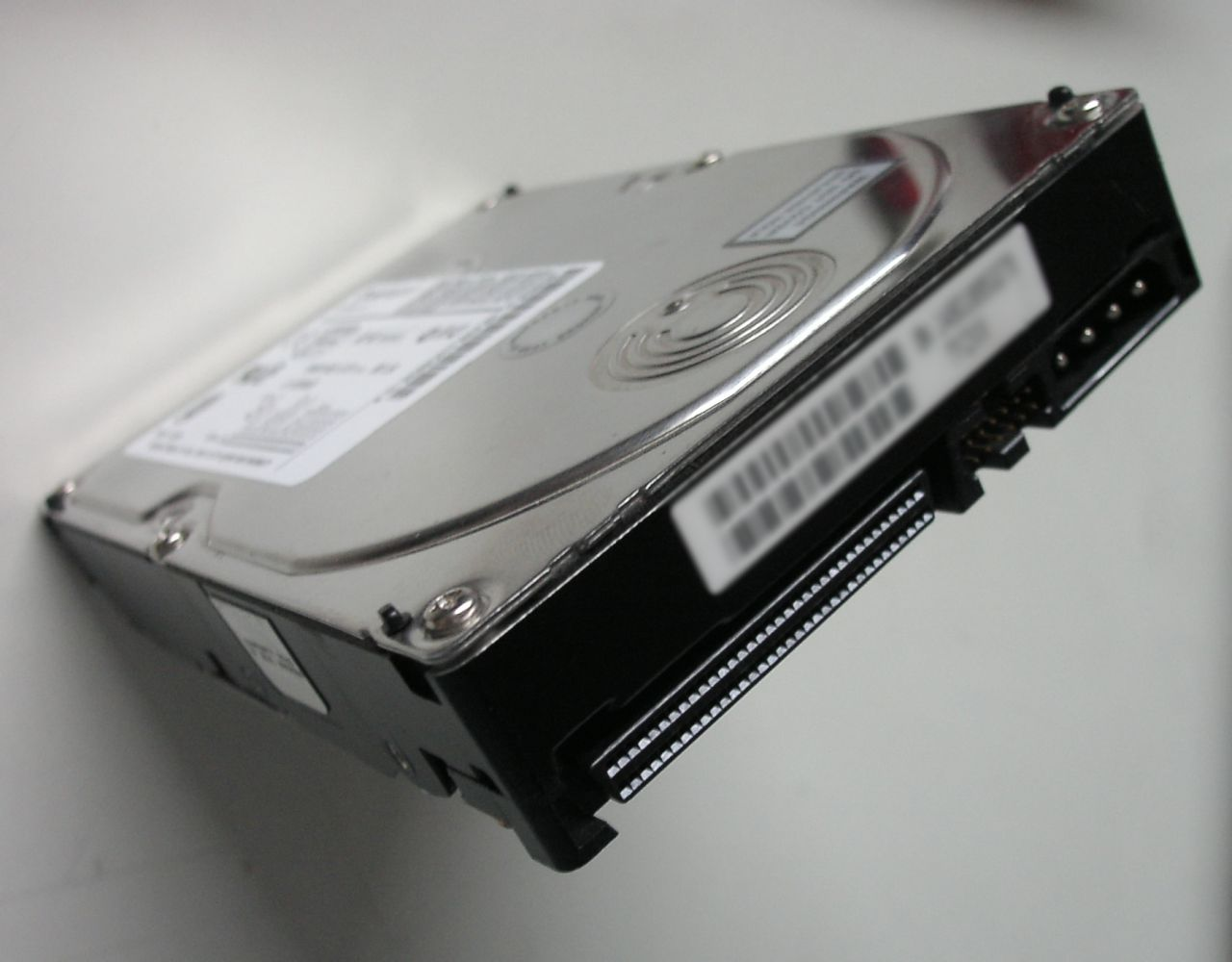
Disc rígid amb tecnologia SCSI Ultra2 multi-mode LVD

1. SCSI 1.: amb bus de 8 bits. Velocitat de transmissió de dades a 5 MB / s. El seu connector genèric és de 50  pin és (connector Centronics) i baixa densitat. La longitud màxima del cable és de sis metres. Permet fins a 8 dispositius (inclosa la controladora), identificats per les direccions 0 a 7.
2. SCSI 2.
  - Fast.: Amb un bus de 8, dobla la velocitat de transmissió (de 5 MB / s a 10 MB / s). El seu connector genèric és de 50 pins i alta densitat. La longitud màxima del cable és de tres metres. Permet fins a 8 dispositius (inclosa la controladora), identificats per les direccions 0 a 7.
  - Wide.: Doblega el bus (passa de 8 a 16 bits). El seu connector genèric és de 68 pins i alta densitat. La longitud màxima del cable és de tres metres. Permet fins a 16 dispositius (inclosa la controladora), identificats per les direccions 0 a 15.
3. SCSI 3.
  - .1 SCI ( Parallel Interface  o Ultra SCSI).
    - Ultra: dispositius de 16 bits amb velocitat d'execució de 20 MBps. El seu connector genèric és de 34 pins d'alta densitat. La longitud màxima del cable és de 1,5 m. Admet un màxim de 15 dispositius. També es coneix com a  Fast  20 o SCSI-3.
    - Ultra Wide: dispositius de 16 bits amb velocitat d'execució de 40 MBps. El seu connector genèric és de 68 pins i alta densitat. La longitud màxima del cable és de 1,5 metres. Admet un màxim de 15 dispositius. També es coneix com a  Fast  SCSI-3.
    - Ultra 2: dispositius de 16 bits amb velocitat d'execució de 80 MBps. El seu connector genèric és de 68 pins i alta densitat. La longitud màxima del cable és de dotze metres. Admet un màxim de 15 dispositius. També es coneix com a  Fast  40.

  - .2 FireWire (IEEE 1394).
  - .3 SSA ( Serial Storage Architecture ): d'IBM. Usa  dúplex  amb canals separats.
  - .4 FC-AL ( Fibre Channel Arbitrated Loop ): usa cables de fibra òptica (fins a 10 km) o coaxial (fins 24 m). Amb una velocitat màxima de 100 MBps.

- Utilitzen CCS ( Command Common Set): és un conjunt d'ordres per accedir als dispositius que els fan més o menys compatibles.
- SCSI 1, SCSI 2 i SCSI 3.1 (SCI) connecten els dispositius en paral·lel.
- SCSI 3.2 (FireWire), SCSI 3.3 (SSA) i SCSI 3.4 (FC-AL) connecten els dispositius en sèrie.
- Calen terminadors ( jumpers , FÍSICS) en l'inici i final de la cadena.

- Nombre màxim de dispositius: la controladora explica com un dispositiu (identificador 7, 15).
  - Bus; dispositius: identificadors; connector:
    - Bus de 8 bits: 7 dispositius: identificats del 0 al 6; connector de 50 pins.
    - Bus de 16 bits: 15 dispositius: identificats del 0 al 14; connector de 68 pins.